# Катаріна Філова
Катаріна Філова (14 травня 1989) — словацька плавчиня.
Учасниця Олімпійських Ігор 2012 року.
Наразі Філова навчається на четвертому курсі за спеціальністю "міжнародні відносини" у Вірджинському технічному університеті в Блексбурзі, штат Вірджинія. Вона також є однією з двох словацьких спортсменів, разом з метальником молота Марселем Ломницьким, які тренуються в команді Virginia Tech Hokies під керівництвом головного тренера Неда Скіннера.